# راجتس
راجتس (بالإنجليزية: Rajec)‏ هي بلدة و municipality of Slovakia تقع في سلوفاكيا في Žilina District. يقدر عدد سكانها بـ 6,078 نسمة .